# Sergio Manzanera Lloret
Sergio Manzanera Lloret (València, 10 de novembre de 1950) és un exfutbolista valencià que jugava com a davanter.

## Carrera
Format al Llevant UE, fitxa pel València per petició directa de Di Stéfano, i debuta a Primera Divisió durant la temporada 1970-1971, al final de la qual va guanyar el títol de lliga després de jugar els trenta partits de la competició. Va jugar a l'equip merengot durant cinc temporades fent 122 aparicions a Primera Divisió fins al 1975, any en què va ser traspassat al Racing de Santander. Va jugar al combinat càntabre fins a la temporada 1977-1978, en acabar la qual es va retirar del futbol, amb 27 anys. Posteriorment, es dedicà a l'odontologia, ja que gràcies a la influència del seu company d'equip, Pellicer, va estudiar medicina.

## Simbolisme
El 28 de setembre de 1975, el sendemà dels últims afusellaments del franquisme dels 3 membres del FRAP José Luis Sánchez Bravo, José Baena Alonso i Ramón García Sanz i 2 d'ETA, Ángel Otaegi i Jon Paredes Manot "Txiqui", es va disputar un partit de lliga en el qual competien el Racing de Santander i l'Elx Club de Futbol.
Dos futbolistes del Racing, el biscaí Aitor Aguirre i el valencià Sergio Manzanera van realitzar un gest senzill però summament perillós, i van saltar al camp amb un prim cordó negre en les mànigues de les seues samarretes. Al principi ningú es va adonar del simbòlic dol dels dos jugadors pels afusellaments del dia anterior, però conforme avançava el partit, des de les graderies van començar a sonar xiulets de protesta en contra de tots dos jugadors a mesura que les emissores de ràdio i part del públic anaven prenent consciència de la motivació de l'acte. Al descans, la policia va entrar en el vestuari i amb amenaces va comminar a Sergio i a Aitor a llevar-se els braçalets. A la segona part de l'encontre ja van jugar sense ells, i el sendemà foren detinguts i portats a comissaria.
No obstant això, en els dies següents, tots dos van ser multats amb la quantitat gens menyspreable de 300.000 pessetes de l'època, a més de rebre diverses amenaces de mort per part de grups d'extrema dreta.